# Ворца (Румунія)
Ворца (рум. Vorța) — село у повіті Хунедоара в Румунії. Адміністративний центр комуни Ворца.
Село розташоване на відстані 319 км на північний захід від Бухареста, 23 км на північний захід від Деви, 109 км на південний захід від Клуж-Напоки, 116 км на схід від Тімішоари.

## Населення
За даними перепису населення 2002 року у селі проживали 182 особи, усі — румуни. Усі жителі села рідною мовою назвали румунську.